# Kerim Mrabti
Abdallah Kerim Mrabti (ur. 20 maja 1994 w Nacce) – szwedzki piłkarz pochodzenia tunezyjskiego grający na pozycji ofensywnego pomocnika. Od 2020 jest zawodnikiem klubu KV Mechelen.

## Kariera klubowa
Swoją piłkarską karierę Mrabti rozpoczynał w 1999 roku w juniorach Enköpings SK. W 2011 roku zadebiutował w jego barwach w Division 2. W tamtym sezonie awansował z nim do Division 1. W 2013 roku przeszedł do IK Sirius. Swój debiut w nim zanotował 14 kwietnia 2013 w zwycięskim 7:0 domowym meczu z Eskilstuna City. W sezonie 2013 awansował z nim do drugiej ligi szwedzkiej.
W 2015 roku Mrabti przeszedł do Djurgårdens IF. Swój debiut w nim zaliczył 5 kwietnia 2015 w przegranym 1:2 domowym meczu z Elfsborgiem. W sezonie 2018 zdobył z nim Puchar Szwecji.
W styczniu 2019 Mrabti został piłkarzem Birmingham City. Zadebiutował w nim 2 lutego 2019 w wygranym 2:0 domowym meczu z Nottingham Forest. W Birmingham grał do końca sezonu 2019/2020.
W sierpniu 2020 Mrabti został zawodnikiem KV Mechelen. Swój debiut w nim zanotował 20 września 2020 w przegranym 1:3 wyjazdowym spotkaniu z KRC Genk.
| Sezon   | Klub              | Kraj    | Rozgrywki       | Mecze | Gole |
| ------- | ----------------- | ------- | --------------- | ----- | ---- |
| 2011    | Enköpings SK      | Szwecja | Division 2      | 10    | 4    |
| 2012    | Enköpings SK      | Szwecja | Division 1      | 16    | 2    |
| 2013    | IK Sirius Fotboll | Szwecja | Division 1      | 23    | 2    |
| 2014    | IK Sirius Fotboll | Szwecja | Superettan      | 23    | 3    |
| 2015    | Djurgårdens IF    | Szwecja | Allsvenskan     | 28    | 4    |
| 2016    | Djurgårdens IF    | Szwecja | Allsvenskan     | 0     | 0    |
| 2017    | Djurgårdens IF    | Szwecja | Allsvenskan     | 25    | 7    |
| 2018    | Djurgårdens IF    | Szwecja | Allsvenskan     | 24    | 6    |
| 2018/19 | Bimingham City    | Anglia  | Championship    | 12    | 1    |
| 2019/20 | Bimingham City    | Anglia  | Championship    | 15    | 2    |
| 2020/21 | KV Mechelen       | Belgia  | Eerste klasse A | 35    | 7    |

## Kariera reprezentacyjna
W swojej karierze Mrabti grał w młodzieżowych reprezentacjach Szwecji na szczeblach U-19 i U-21. Z kadrą U-21 wziął w 2017 roku udział w Mistrzostwach Europy U-21.